# Guillaume Leblanc
Pour les articles homonymes, voir Leblanc.
Guillaume Leblanc (né le 14 avril 1962 à Sept-Îles) est un athlète canadien, spécialiste de la marche athlétique.
Il a remporté des médailles à plusieurs reprises lors des compétitions internationales universitaires ainsi qu'à l'occasion des Jeux du Commonwealth, au cours desquelles il enlève le bronze, en 1982, et l'argent, en 1986. Il remporte la Coupe panaméricaine de marche en battant son record en 1986, à domicile.
Il décroche l'or aux Jeux de la Francophonie de 1989 et aux Jeux du Commonwealth de 1990.
Il connaît également du succès lors des Jeux olympiques, se classant quatrième à Los Angeles, en 1984, et dixième à Séoul, en 1988. Son meilleur résultat sportif survient aux Jeux olympiques de Barcelone en 1992. Malgré sa disqualification à l'épreuve du 50 km, il parvient à remporter la médaille d'argent aux 20 kilomètres. C'était la première fois en 88 ans qu'un sportif Québécois remportait une médaille olympique dans une discipline de l'athlétisme,.
Il a longuement vécu à Rimouski, ville qui a baptisé son complexe sportif Complexe sportif Guillaume-Leblanc,.

## Tableau récapitulatif
Ci-dessous la synthèse des meilleurs résultats de Guillaume Leblanc lors de rencontres internationales d'athlétisme,,,.
| Compétition                  | Lieu                        | Année | Discipline   | Résultat | Temps   |
| ---------------------------- | --------------------------- | ----- | ------------ | -------- | ------- |
| Jeux du Commonwealth         | Brisbane, Australie         | 1982  | 30 km marche | Bronze   | 2:14:56 |
| Jeux universitaires mondiaux | Edmonton (Canada)           | 1983  | 20 km marche | Or       | -       |
| Jeux olympiques              | Los Angeles (États-Unis)    | 1984  | 20 km marche | 4e       | 1:24:29 |
| Jeux universitaires mondiaux | Kōbe (Japon)                | 1985  | 20 km marche | Bronze   | -       |
| Jeux du Commonwealth         | Édimbourg (Écosse)          | 1986  | 30 km marche | Argent   | 2:08:38 |
| Jeux de la Francophonie      | Casablanca (Maroc)          | 1989  | 20 km marche | Or       | 1:27:27 |
| Jeux du Commonwealth         | Auckland (Nouvelle-Zélande) | 1990  | 30 km marche | Or       | 2:08:28 |
| Jeux olympiques              | Barcelone (Espagne)         | 1992  | 20 km marche | Argent   | 1:22:25 |

## Biographie
Sixième d’une famille de sept enfants, Guillaume Leblanc est né à Sept-Îles en 1962. Il est le jumeau de Gilbert Leblanc. Il pratique la profession d'ingénieur en technologie de l’information. Guillaume et son épouse Manon Boudreau ont trois enfants, Anne-Marie, Florence et Hugo. 

## Honneurs
Ses exploits ont été reconnus par la ville de Sept-Îles qui a nommé une piste d'athlétisme en son honneur. La ville de Rimouski a renommé son complexe sportif après les Jeux olympiques de Barcelone en 1992.
Il a été intronisé au Panthéon des sports du Québec en 2006.